# José Merino y Ceballos

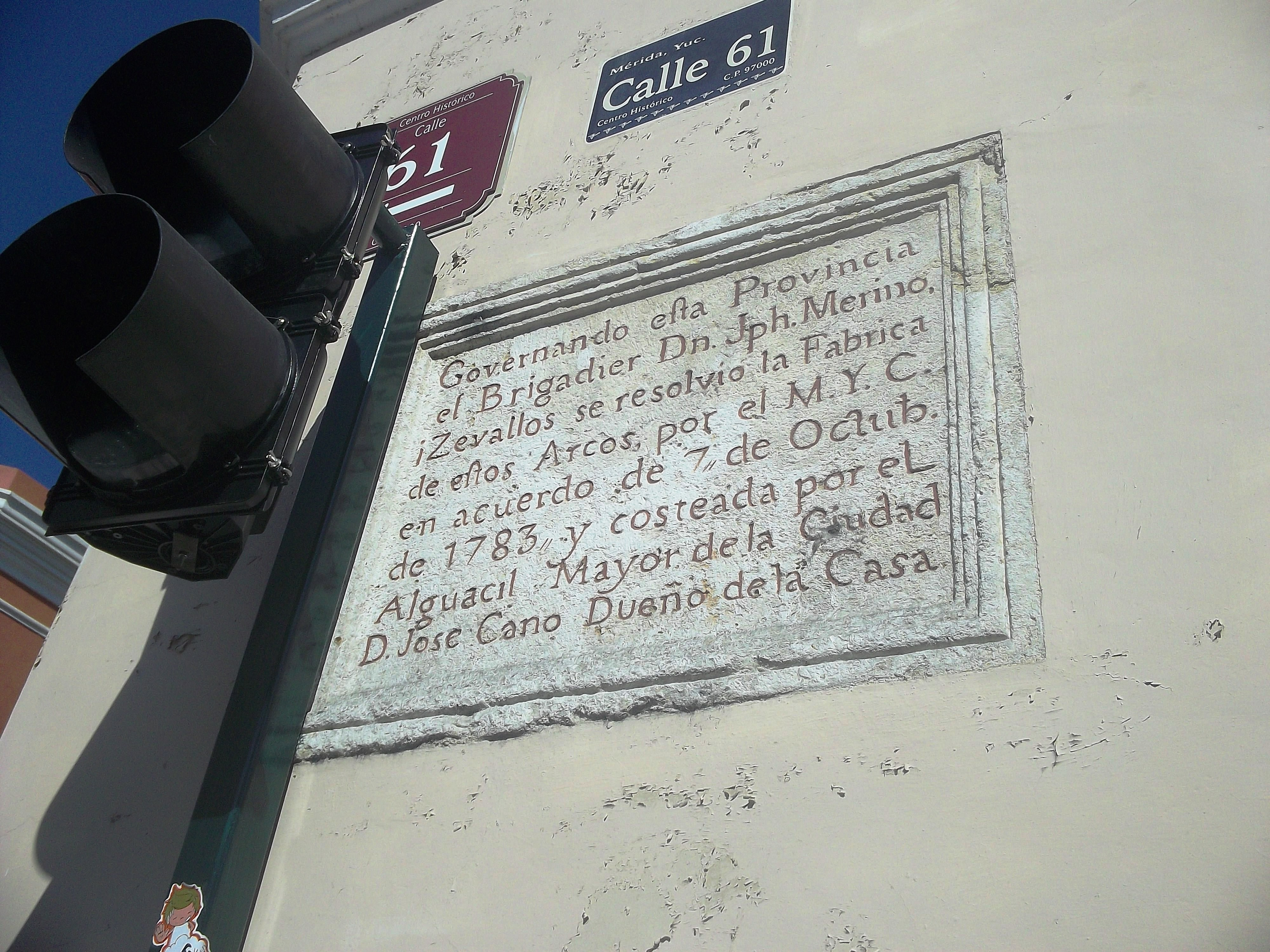
Placa alusiva José Merino y Ceballos.

José Merino y Ceballos (1718 - ?), fue un militar y político novohispano nacido y fallecido en la Ciudad de México. Fue gobernador y Capitán General de Yucatán de 1783 a 1789, nombrado interinamente por el Virrey de la Nueva España Matías de Gálvez y Gallardo. Antes, había sido gobernador de Puebla y del Castillo de Perote.

## Datos históricos de su gobierno en Yucatán
Por contar con una avanzada edad al tomar posesión de su cargo en 1783, se apoyó para su gestión en tras secretarios: Juan de Aguilar, Antonio de Mendibil y Juan Antonio Lope que fueron más tarde acusados de venales por la preferencia que dieron a despachar sólo los asuntos que eran de su interés e incumbencia.
El antecesor de Merino y Ceballos, Roberto Rivas Betancourt, había emprendido una campaña para expulsar a los ingleses de Belice. Para ello constituyó una pequeña flota que zarpó desde Campeche y que logró evacuar a los ingleses de la ribera del Río Hondo. Pero en 1783, Gran Bretaña firmó un tratado con España en el que reconoció la soberanía española sobre Belice a cambio de permitírsele seguir explotando las ricas maderas de la región y su palo de tinte, entre los ríos Hondo y Wallix (un afluente del río Hondo). Este hecho generó un gran resentimiento entre los yucatecos que Merino y Ceballos expuso ante la corte del virreinato de la Nueva España sin resultados, advirtiendo inclusive la posibilidad de una insurrección como la que se había vivido en 1761, refiriéndose a la de Jacinto Canek, que estaba aún fresca en la memoria social de Yucatán.
Los opositores de Merino y Ceballos que favorecían al exgobernador Rivas Betancourt, aprovecharon el descontento para generar una fuerte corriente de opinión en contra del nuevo gobernador, incapaz según ellos, de evitar que los ingleses siguieran beneficiándose de la riqueza local en detrimento de los intereses económicos locales. Merino y Ceballos reaccionó desprestigiando y reprimiendo violentamente a sus opositores. Estos acusaron al gobernador ante el rey Carlos III de ser un tirano. La situación llegó a ser de tal naturaleza que, ante la división de opiniones, fue nombrado un personaje neutral para hacer las investigaciones del caso. Enrique de Grimarest llegó en misión secreta y cumplió su misión con imparcialidad, determinando que habían sido los partidarios de Rivas los que habían agitado a la provincia pero que el gobernador Merino había actuado con exceso en las penas de cárcel que había impuesto a sus adversarios.
Ese hecho y un pleito grave que Merino y Ceballos tuvo con el obispo de Yucatán, Luis Tomás Esteban de Piña y Mazo, por un asunto de una excomunión de un exalcalde de Mérida que solicitó la intervención del gobernador, finalmente determinaron que la Corte y el Consejo de Indias decidieran remover a Merino y Ceballos del cargo, enviando para tal fin a quien habría de sustituirlo a partir del 4 de junio de 1789, por nombramiento real, Lucas de Gálvez. De hecho, este tomó posesión unos meses antes de lo que señalaba su nombramiento debido a que José Merino y Ceballos se había ausentado de Yucatán por el citatorio que recibió de la Corte en la Ciudad de México. Nunca regresó a la península.